# 1961-es bajnokcsapatok Európa-kupája-döntő
Az 1960–1961-es bajnokcsapatok Európa-kupája (BEK) döntőjét 1961. május 31-én rendezték a berni Wankdorf Stadionban. A döntőben a portugál Benfica és a spanyol Barcelona találkozott.
A döntőt a Benfica nyerte 3–2-re. Ez volt az első BEK-döntő, ahová a Real Madrid nem jutott be.

## Mérkőzésadatok
| 1961. május 31. |

| Benfica                                    | 3–2   | Barcelona             |
| ------------------------------------------ | ----- | --------------------- |
| Águas 30' Ramallets 32' (öngól) Coluna 55' | (2–1) | Kocsis 20' Czibor 75' |

| Wankdorf Stadion, Bern Nézőszám: 33 000 Játékvezető: Gottfried Dienst ( Svájc) |

| Benfica | Barcelona |

| BENFICA:      |    |                       |
|               |    |                       |
| GK            | 1  | Costa Pereira         |
| DF            | 2  | Mario João            |
| DF            | 3  | Germano de Figueiredo |
| DF            | 4  | Ângelo Martins        |
| DF            | 5  | José Neto             |
| MF            | 6  | Fernando Cruz         |
| MF            | 7  | José Augusto          |
| MF            | 8  | Joaquim Santana       |
| MF            | 9  | José Águas            |
| FW            | 10 | Mário Coluna          |
| FW            | 11 | Domiciano Cavém       |
| Vezetőedző:   |    |                       |
| Guttmann Béla |    |                       |

| BARCELONA:       |    |                    |
|                  |    |                    |
| GK               | 1  | Antoni Ramallets   |
| DF               | 2  | Foncho             |
| DF               | 3  | Enric Gensana      |
| DF               | 4  | Sígfrid Gràcia     |
| DF               | 5  | Martín Vergés      |
| MF               | 6  | Jesús Garay        |
| MF               | 7  | Kubala László      |
| MF               | 8  | Kocsis Sándor      |
| MF               | 9  | Evaristo de Macedo |
| FW               | 10 | Luis Suárez        |
| FW               | 11 | Czibor Zoltán      |
| Vezetőedző:      |    |                    |
| Enrique Orizaola |    |                    |

## Lásd még
- 1960–1961-es bajnokcsapatok Európa-kupája

## Külső hivatkozások
- Az 1960–61-es BEK-szezon mérkőzéseinek adatai az rsssf.com (angolul)